# Antenna System Controller
Antenna System Controller (ASC), är en enhet som ingår i radiobasstationen i mobiltelefonisystem, och finns monterad nära antennen. ASC fungerar dels som förförstärkare och kan dels styra antennens lutning.